# Soye-en-Septaine
Soye-en-Septaine là một xã thuộc tỉnh Cher trong vùng Centre-Val de Loire miền trung Pháp.

## Dân số
| 1962                                | 1968 | 1975 | 1982 | 1990 | 1999 | 2006 |
| ----------------------------------- | ---- | ---- | ---- | ---- | ---- | ---- |
| 347                                 | 442  | 428  | 446  | 475  | 563  | 572  |
| Từ năm 1962 Dân số không tính trùng |      |      |      |      |      |      |